# Каніна
Каніна (пол. Kanina) — село в Польщі, у гміні Ліманова Лімановського повіту Малопольського воєводства.
Населення — 595 осіб (2011).
У 1975-1998 роках село належало до Новосондецького воєводства.

## Демографія
Демографічна структура станом на 31 березня 2011 року:
|          | Загалом | Допрацездатний вік | Працездатний вік | Постпрацездатний вік |
| -------- | ------- | ------------------ | ---------------- | -------------------- |
| Чоловіки | 306     | 87                 | 189              | 30                   |
| Жінки    | 289     | 83                 | 162              | 44                   |
| Разом    | 595     | 170                | 351              | 74                   |